# Klein Wersmeningken (Pillkallen)
Klein Wersmeningken, 1938 bis 1945 Dreßlershausen, (litauisch Versmininkėliai) ist ein (fast) verlassener Ort im Rajon Krasnosnamensk der russischen Oblast Kaliningrad.
Der ehemalige Ort befindet sich etwa acht Kilometer südwestlich der Rajonstadt Krasnosnamensk (Lasdehnen/Haselberg) nördlich der Inster (ru. Instrutsch) zwischen den Orten Belkino (Groß Wersmeningken/Langenfelde) und Tolstowo (Löbegallen/Löbenau). Auf dem Gebiet der ehemaligen Gemeinde befinden sich noch zwei Anwesen, von denen möglicherweise eines zu Belkino und eines zu Tolstowo gehört.
Der Ort ist nicht zu verwechseln mit dem gleichnamigen Klein Wersmeningken im Kreis Gumbinnen, das nach 1938 Kleinstangenwald hieß und ebenfalls verlassen ist.

## Geschichte

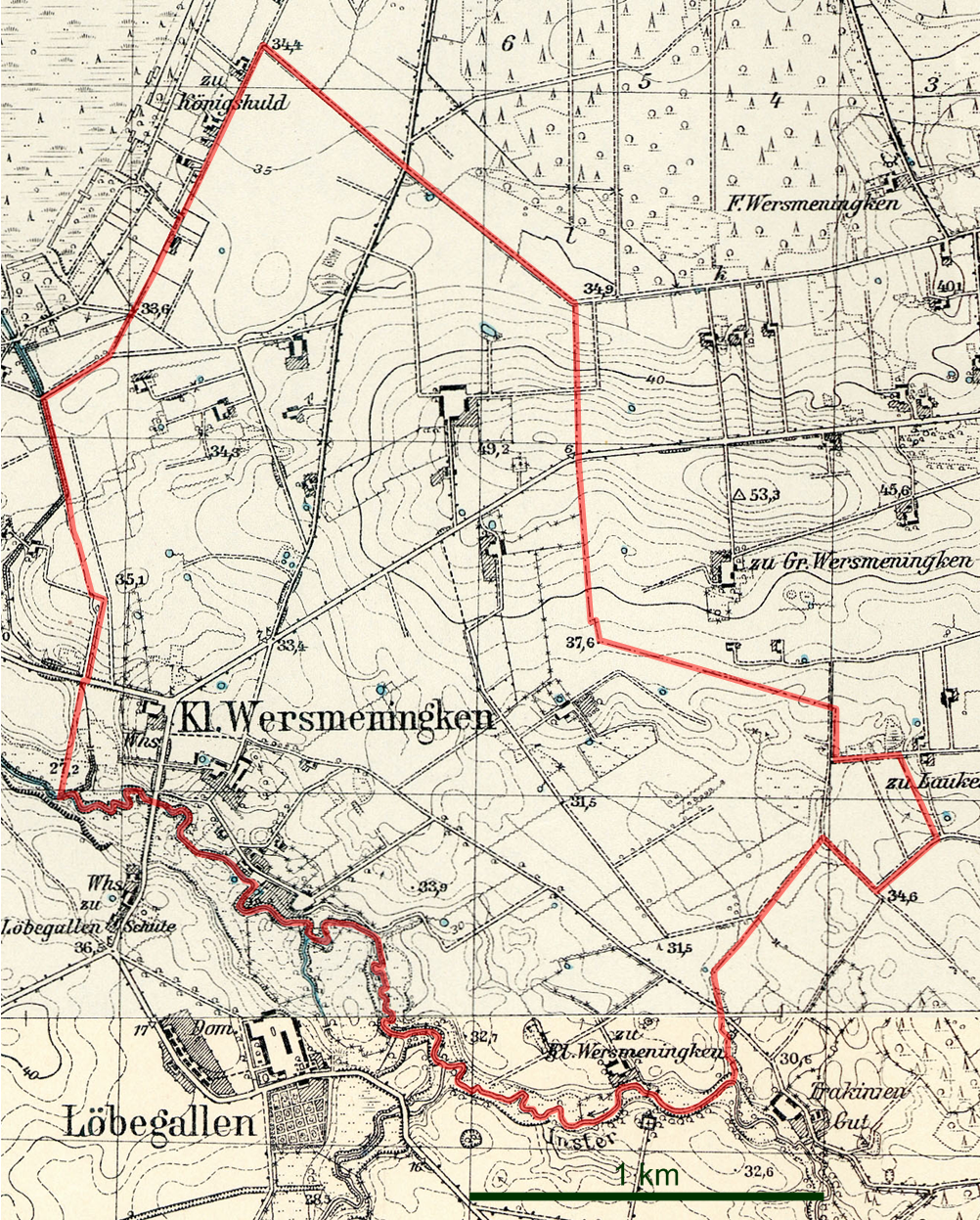
Die Landgemeinde Klein Wersmeningken auf zwei Messtischblättern von 1927 und 1937

Klein Wers(ch)meningken, (zusammen mit Löbegallen ?) auch Bajorgallen genannt, war im 18. Jahrhundert ein meliertes Dorf. Im Jahr 1874 wurde die Landgemeinde Klein Wersmeningken dem neu gebildeten Amtsbezirk Löbegallen im Kreis Pillkallen zugeordnet. 1938 wurde Klein Wersmeningken in Dreßlershausen umbenannt.
1945 kam der Ort in Folge des Zweiten Weltkrieges mit dem nördlichen Ostpreußen zur Sowjetunion. Einen eigenen russischen Namen bekam er nicht, sondern wurde offenbar auf die Orte Belkino und Tolstowo aufgeteilt.

### Einwohnerentwicklung
| Jahr | Einwohner |
| ---- | --------- |
| 1867 | 270       |
| 1871 | 259       |
| 1885 | 274       |
| 1905 | 183       |
| 1910 | 183       |
| 1933 | 200       |
| 1939 | 152       |

## Kirche
Klein Wersmeningken/Dreßlershausen gehörte zum evangelischen Kirchspiel Lasdehnen.